# Simre
Det at simre eller snurre er en madlavningsteknik, hvor fødevarer tilberedes i varme væsker, der holdes lige under kogepunktet for vand (lavere end 100 °C) og over pocheringstemperatur (højere end 71-80 °C). For at skabe en jævn simren bringes en væske i kog, hvorefter dens varmekilde reduceres til en lavere, konstant intensitet (mindre flamme på et gaskomfur, lavere temperatur på et induktions-/elektrisk komfur).